# Иоанн I Лемигий
Иоанн I Лемигий — экзарх Равенны с 611 по 615 или 616 год.
Был убит во время восстания мятежа итальянской знати в Равенне и Неаполе в 615 или 616 году под руководством Иоанна Компсина. Восстание было поддержано солдатами, недовольными задержкой жалованья.